# Tonina (S-62)
Pour les articles homonymes, voir Tonina (homonymie).
Le Tonina (numéro de coque S-62) est un sous-marin de classe Daphné, lancé par la marine espagnole en 1972, retiré du service en 2005.

## Historique
Le navire a été commandé à Carthagène, où la quille a été posée le 2 mars 1970. Le navire a été lancé le 3 octobre 1972 et mis en service le 10 juillet 1973. Le navire a été retiré du service en 2005 et transformé en navire musée à Carthagène,,.